# Openbaar vervoer in Helmond
Het openbaar vervoer in Helmond bestaat uit treinverbindingen van de Nederlandse Spoorwegen aan de spoorlijn Venlo - Eindhoven en stads- en streekbussen van Hermes. Helmond beschikt over vier stations, Helmond, Helmond Brouwhuis, Helmond 't Hout en Helmond Brandevoort. Het treinvervoer wordt gebruikt om Helmond met Eindhoven en Venlo te verbinden, als gevolg van Helmond's functie als satellietstad van Eindhoven en om Deurne met Helmond te verbinden.
De sprinter van Deurne naar 's-Hertogenbosch stopt op alle Helmondse stations en de intercity van Venlo naar Schiphol Airport stopt op station Helmond. Beide treinen worden geëxploiteerd door de Nederlandse Spoorwegen en rijden twee keer per uur.
Bij station Helmond ligt ook het busstation, van waar alle stads- en streekbussen vertrekken.

## Geschiedenis
In 1866 werd Helmond aangesloten op het spoornetwerk. Station Helmond lag aan de spoorlijn Venlo - Eindhoven, onderdeel van staatslijn E. In 1986 werd een tweede station in Helmond geopend, station Helmond Brouwhuis. In 1992 werd station Helmond 't Hout geopend. In 2006 werd het vierde station in Helmond geopend, station Helmond Brandevoort.
In 1883 werd een tramlijn naar 's-Hertogenbosch geopend welke geëxploiteerd werd door de stoomtram 's-Hertogenbosch - Helmond - Veghel - Oss (in het begin onder de naam Stoomtramweg-Maatschappij 's-Bosch - Helmond). De stoomtram werd in de jaren 30 van de 20e eeuw vervangen door autobussen. BBA, opvolger van het stoomtrambedrijf, zette een stadsdienst in Helmond op. Deze stadsdienst werd in 1977 geruild met Zuidooster, welke reeds veel van de streekdiensten rond Helmond verzorgde. De Helmondse stadsdienst werd gehandhaafd door de opvolger van Zuidooster, Hermes. In 2008 werd het vervoer in de omgeving Eindhoven/Helmond opnieuw aanbesteed. Hermes bleef rijden en kwaliteit van de stadsdienst werd voor een deel verbeterd door routeaanpassingen en frequentieverhogingen.

## Treinverbindingen
De volgende treinseries halteren in de dienstregeling 2025 te Helmond:
| Serie | Treinsoort     | Route | Bijzonderheden |
| ----- | -------------- | --- | --- |
| 3500  | Intercity (NS) | Dordrecht – Rotterdam Centraal – Schiedam Centrum – Delft – Den Haag HS – Leiden Centraal – Schiphol Airport – Amsterdam Zuid – Utrecht Centraal – 's-Hertogenbosch – Eindhoven Centraal – Helmond – Venlo | Rijdt na circa 22:30, op zaterdagochtend tot circa 9:00 en op zondagochtend tot circa 10:00 niet tussen Dordrecht en Utrecht Centraal v.v.               |
| 4400  | Sprinter (NS)  | Oss – 's-Hertogenbosch – Eindhoven Centraal – Helmond Brandevoort – Helmond 't Hout – Helmond – Helmond Brouwhuis – Deurne                                                                                 | Rijdt in de ochtendspits van maandag t/m donderdag twee ritten van/naar Oss, waarbij richting Oss non-stop wordt gereden tussen 's-Hertogenbosch en Oss. |

## Busverbindingen
Het busstation op station Helmond beschikt over 5 busplatforms (A t/m E) waar de stads- en de streekbussen stoppen. De ritten worden verzorgd door Hermes. Een lijn wordt ook door andere vervoerders verzorgd in opdracht van Hermes, namelijk lijn 25 door Bergerhof en CTS. Alle stadsbussen rijden alleen van maandag t/m vrijdag tot 19:00. Het station ligt in zone 6531. Voor kinderen onder de 12 jaar en ouderen van 65+ was het busvervoer in Helmond gratis op vertoon van een identiteitsbewijs. Dit is vervallen. Op zaterdag was voor iedereen het openbaar busvervoer gratis; deze proef werd per 1 augustus 2010 gestaakt. 
Van 10 december 2017 t/m 2 januari 2021 was de stadsdienst van Helmond flink ingekrompen. Alleen lijn 51 bleef bestaan, de rest van de Helmondse stadsdienst waren omgevormd tot Bravoflex. Wegens het opheffen van Bravoflex kreeg Helmond weer een volwaardige stadsdienst. Bravoflex werd echter heringevoerd op 10 juni 2024, dit keer als aanvulling op de Helmondse stadsdienst. 
| Lijn         | Route                                              | Via                                            | Bijzonderheden                         |
| ------------ | -------------------------------------------------- | ---------------------------------------------- | -------------------------------------- |
| Stadslijnen  |                                                    |                                                |                                        |
| 51           | Station - Eeuwsels                                 | Centrum                                        |                                        |
| 52           | Station - Brouwhuis                                | Rijpelberg                                     | In Brouwhuis gekoppeld aan lijn 54     |
| 53           | Station - Straakven                                |                                                |                                        |
| 54           | Station - Brouwhuis                                | Bokhorst                                       | In Brouwhuis gekoppeld aan lijn 52     |
| 55           | Station - Stiphout                                 | Elkerliek Ziekenhuis                           |                                        |
| Streeklijnen |                                                    |                                                |                                        |
| 23           | Helmond Station - Boxmeer Station                  | Bakel, Milheeze, De Rips, Oploo, Sint Anthonis |                                        |
| 24           | Helmond Station - Eindhoven Centraal Station       | Mierlo, Geldrop                                | Rijdt niet 's avonds                   |
| 25           | Helmond Station - Gemert Pelgrimsrust              | Aarle-Rixtel, Beek en Donk                     | Rijdt niet 's avonds                   |
| 26           | Helmond Station - Gemert Groenesteeg               |                                                | Rijdt niet 's avonds en in het weekend |
| Spitslijn    |                                                    |                                                |                                        |
| 150          | Station - Station 't Hout                          | Automotive Campus                              |                                        |
| Buurtbus     |                                                    |                                                |                                        |
| 261          | Helmond Centrum - Beek en Donk Piet van Thielplein | Aarle-Rixtel, Lieshout, Mariahout              | Rijdt niet 's avonds en in het weekend |
| Bravodirect  |                                                    |                                                |                                        |
| 320          | Helmond Station - Eindhoven Centraal Station       | Asten, Someren, Lierop, Mierlo, Geldrop        |                                        |

- Met Station wordt het station Helmond bedoeld. Indien dit de stations Helmond Brouwhuis, Helmond 't Hout of Helmond Brandevoort betreft, wordt dit apart vermeld.